# ميد ايفل: ريزراكشن
ميد ايفل: ريزراكشن (بالإنجليزية:MediEvil: Resurrection) لعبة فيديو مغامرات من تطوير شركة جريلا كامبردج ونشر وتوزيع شركة سوني إنتراكتيف إنترتينمنت صدرت في عام 2005 وتعمل على جهاز بلاي ستيشن بورتبل.

## روابط خارجية
- ميد ايفل: ريزراكشن على موبي غيمز